# Schizaea wagneri
Schizaea wagneri là một loài dương xỉ trong họ Schizaeaceae. Loài này được Selling mô tả khoa học đầu tiên năm 1946.
Danh pháp khoa học của loài này chưa được làm sáng tỏ. 